# Ion Andoni Goikoetxea
Nezaměňovat s jiným španělským fotbalistou jménem Andoni Goikoetxea Olaskoaga.
Ion Andoni Goikoetxea Lasa (* 21. říjen 1965) je bývalý španělský fotbalista.

## Reprezentační kariéra
Ion Andoni Goikoetxea odehrál v letech 1990–1996 za španělský národní tým 36 reprezentačních utkání, v nichž čtyřikrát skóroval. Se španělskou reprezentací se zúčastnil Mistrovství světa 1994 v USA.

## Statistiky
| Španělsko | Španělsko | Španělsko |
| Roky      | Záp.      | Góly      |
| --------- | --------- | --------- |
| 1990      | 4         | 0         |
| 1991      | 5         | 0         |
| 1992      | 5         | 0         |
| 1993      | 5         | 0         |
| 1994      | 11        | 3         |
| 1995      | 5         | 1         |
| 1996      | 1         | 0         |
| Celkem    | 36        | 4         |